# Mégistias
Mégistias (en grec ancien : Μεγιστίας), mort en 480 av. J.-C., est un voyant d'Acarnanie qui est mort à la bataille des Thermopyles. Bien qu'ayant vu sa mort, il reste et combat avec Léonidas Ier de Sparte.
Dans le film La Bataille des Thermopyles (1962), son rôle est joué par l'acteur Charles Fawcett.